# Купаловская
«Купа́ловская» (бел. Купа́лаўская) — станция Минского метрополитена. Расположена на Автозаводской линии между станциями «Первомайская» и «Немига». Открыта 31 декабря 1990 года в составе первого участка Автозаводской линии «Фрунзенская» — «Тракторный завод» (без «Первомайской»). Связана пересадкой со станцией «Октябрьская» Московской линии. Является самой малолюдной станицей Минского метрополитена: пассажиропоток здесь в сутки составляет около 6 тысяч человек (данные за 2016 год). Станция метро названа в честь Янки Купалы — народного поэта Белоруссии. Перегон между станциями «Купаловская» и «Немига» является самым коротким в Минском метрополитене. Его длина составляет всего 800 м.

## Конструкция
Станция метро «Купаловская» — односводчатая, мелкого заложения, имеет два входных вестибюля. Станция сообщается с «Октябрьской» Московской линии через общий вестибюль и переход, соединяющий центры платформ. За станцией в сторону "Немиги" расположена соединительная ветвь на 1 линию метро.  
«Купаловская» и тоннели Автозаводской линии построены на меньшей глубине, чем «Октябрьская», и свод станции отделён от поверхности улицы Энгельса расстоянием меньше метра.

### Оформление
Тема мотивов поэзии Янки Купалы вдохновила архитектора Леоновича и художника Довгало, поэтому интерьер так и переполнен этим созвучием. Ведущая тема задала тон всей художественной композиции. Чистый белый свод освещен скрытыми источниками освещения. Рельеф стилизованного орнамента составляет яркий контраст с керамикой, которой облицованы путевые стены. Цветовая палитра здесь — теплые зеленовато-золотистые оттенки и темно-серый, почти землянистый цвет, которым выложен цоколь стен и пол посадочного перрона. Дополняют общую композицию торцевые стены, выполненные из прозрачного подсвеченного изнутри цветного художественного стекла. Всё вместе создает целостный образ уюта и мягких белорусских напевов.

## Выходы
Общий с «Октябрьской» выход расположен на проспекте Независимости и ведёт к Октябрьской площади, Дворцу Республики и культуры профсоюзов, универмагу «ГУМ» и универсаму «Центральный».
Второй выход, южный, расположен в подземном переходе под пересечением улиц Маркса и Энгельса и ведёт к театру имени Янки Купалы, Александровскому скверу и зданию Администрации Президента Республики Беларусь.
Выход со станции в сторону театра имени Янки Купалы работает с 7:00-21:00. В другое время вход осуществляется через вестибюль станции метро «Октябрьская».

## Фотогалерея

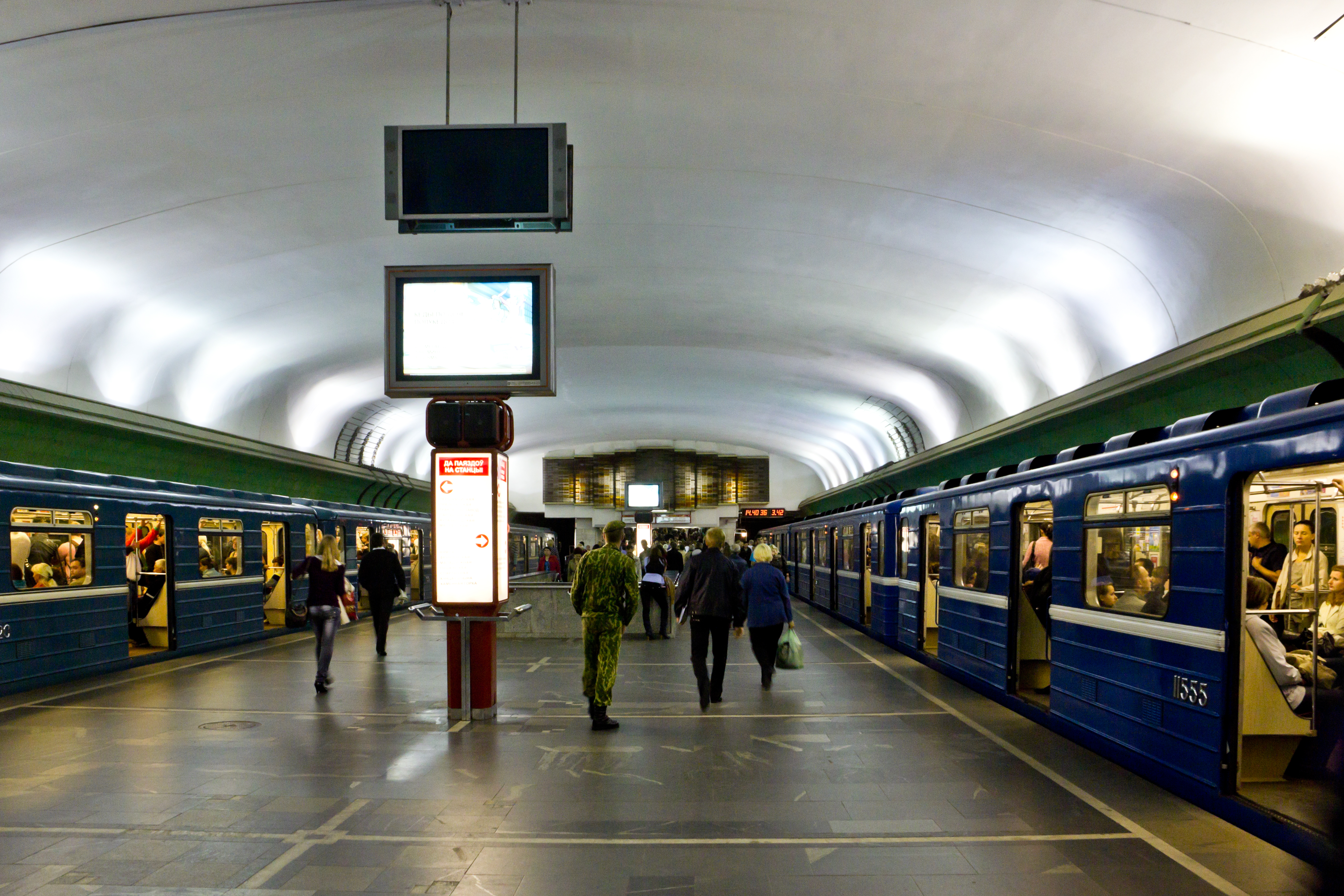
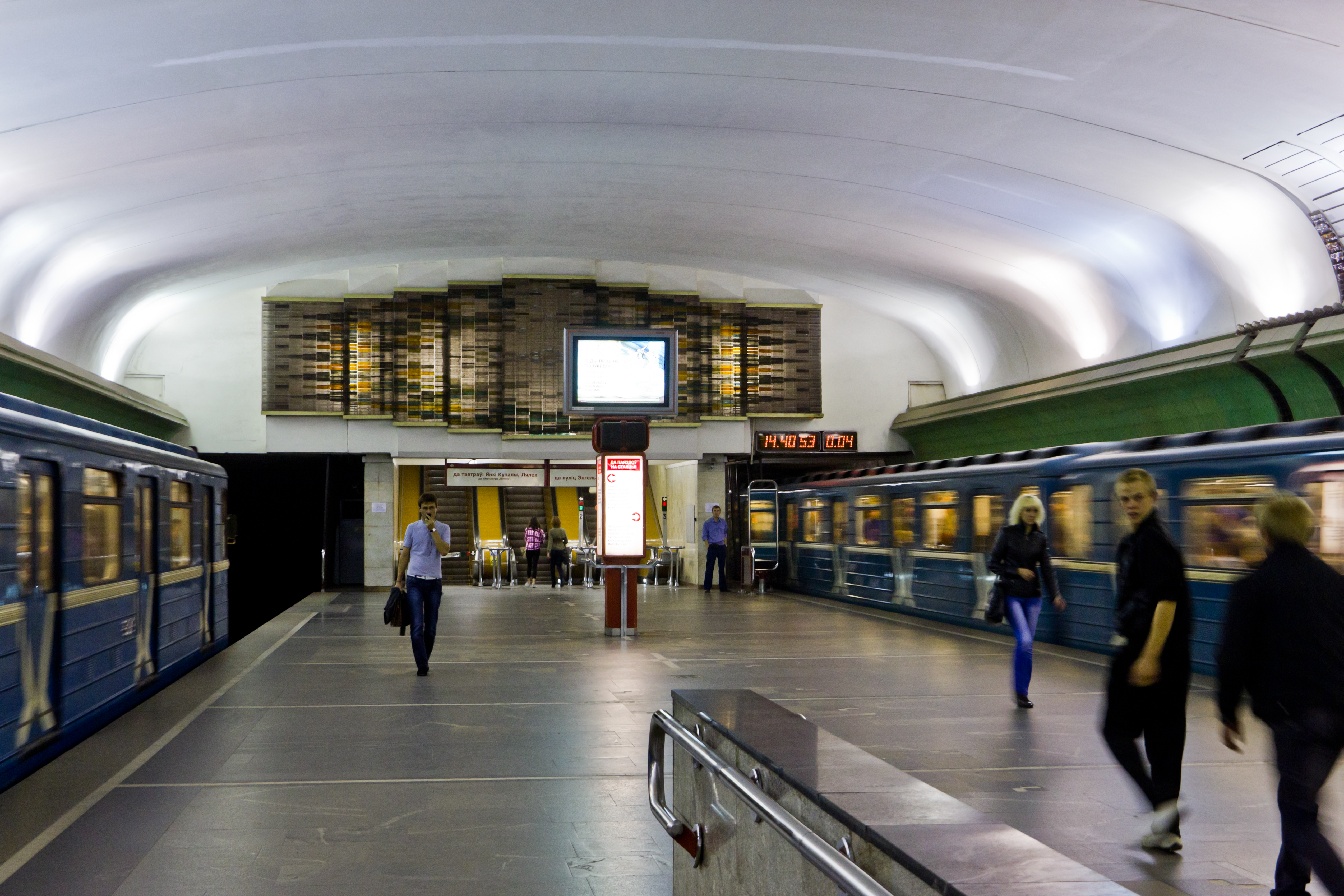
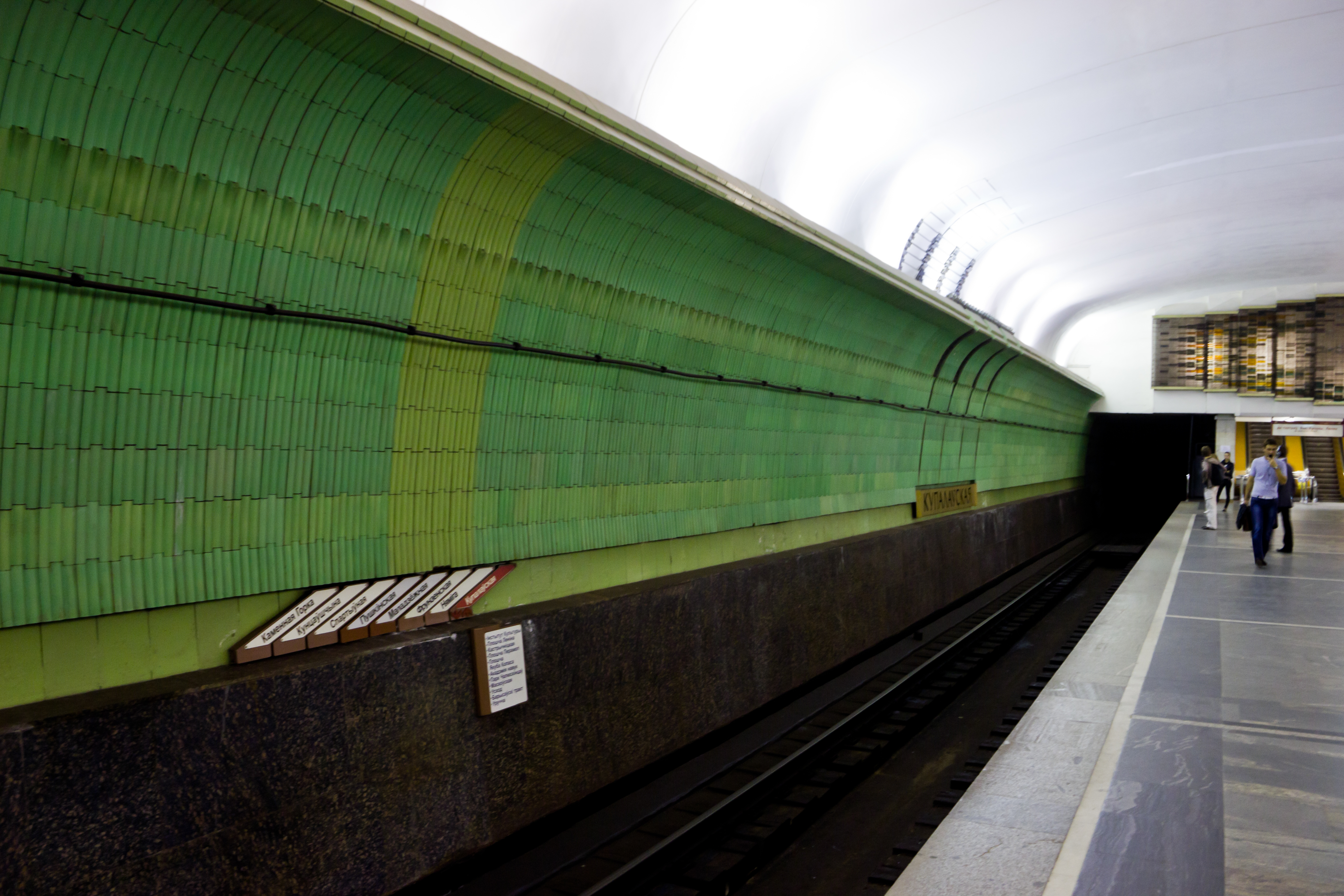
Путевая стена
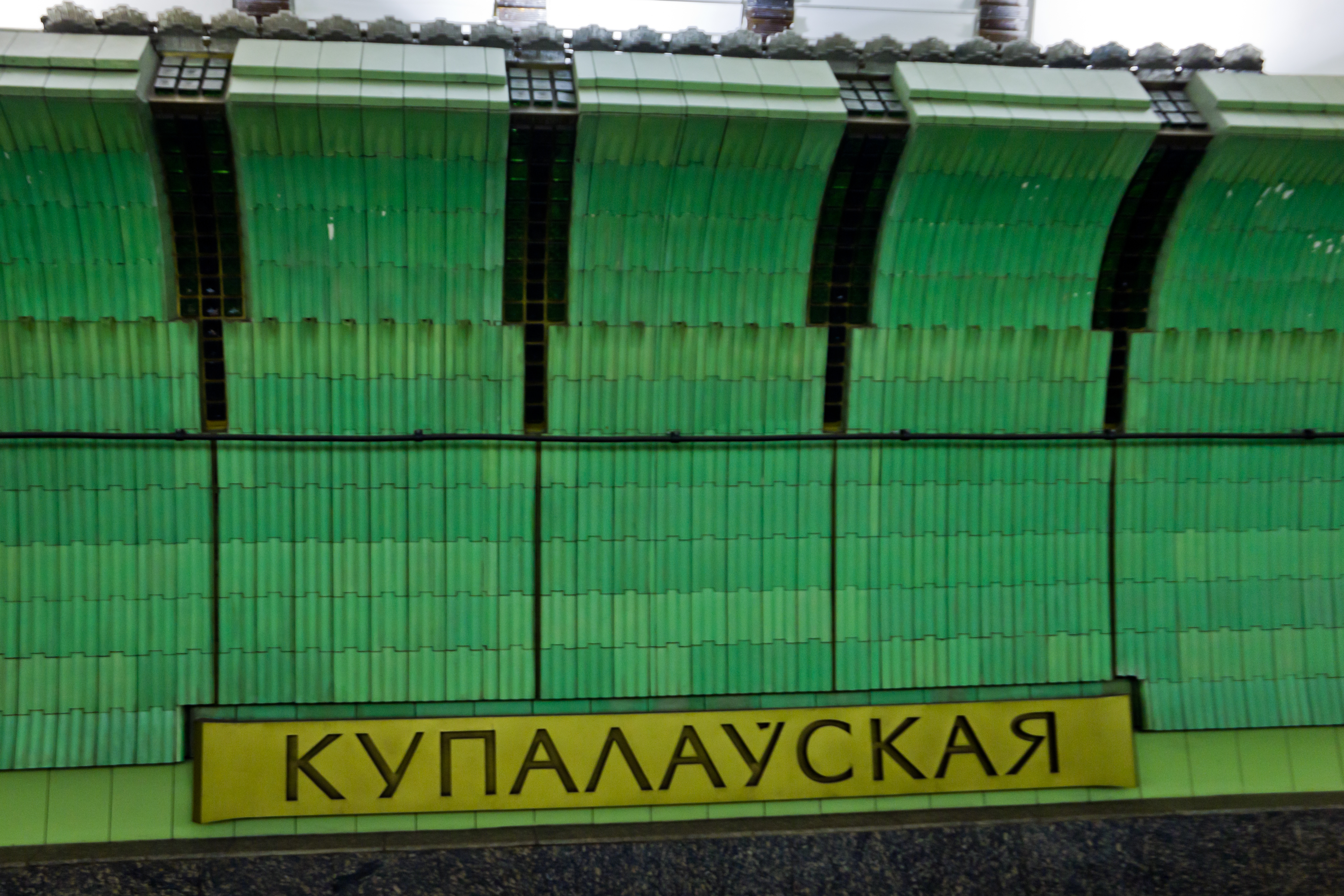
Название на путевой стене
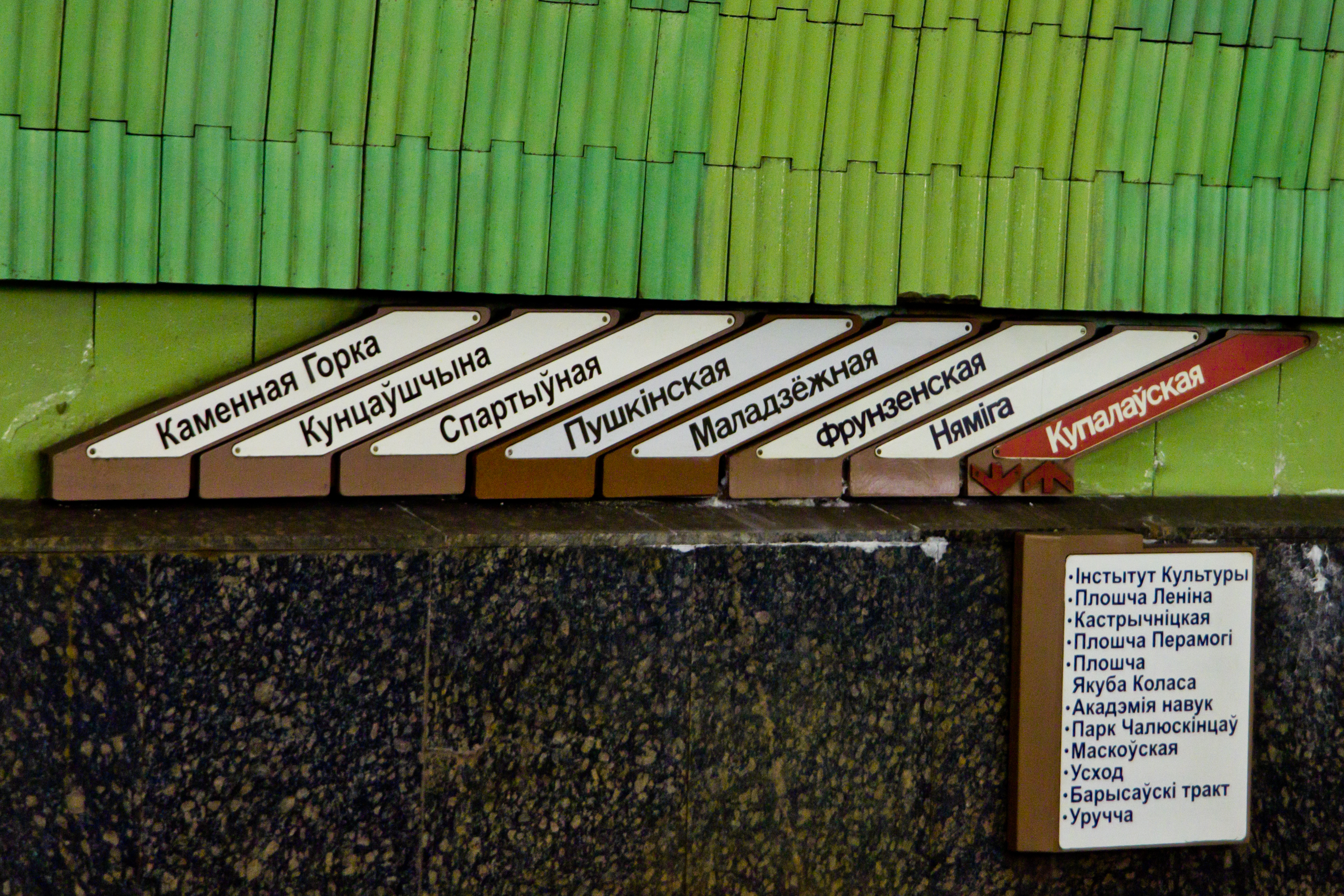
Указатель маршрута старого образца
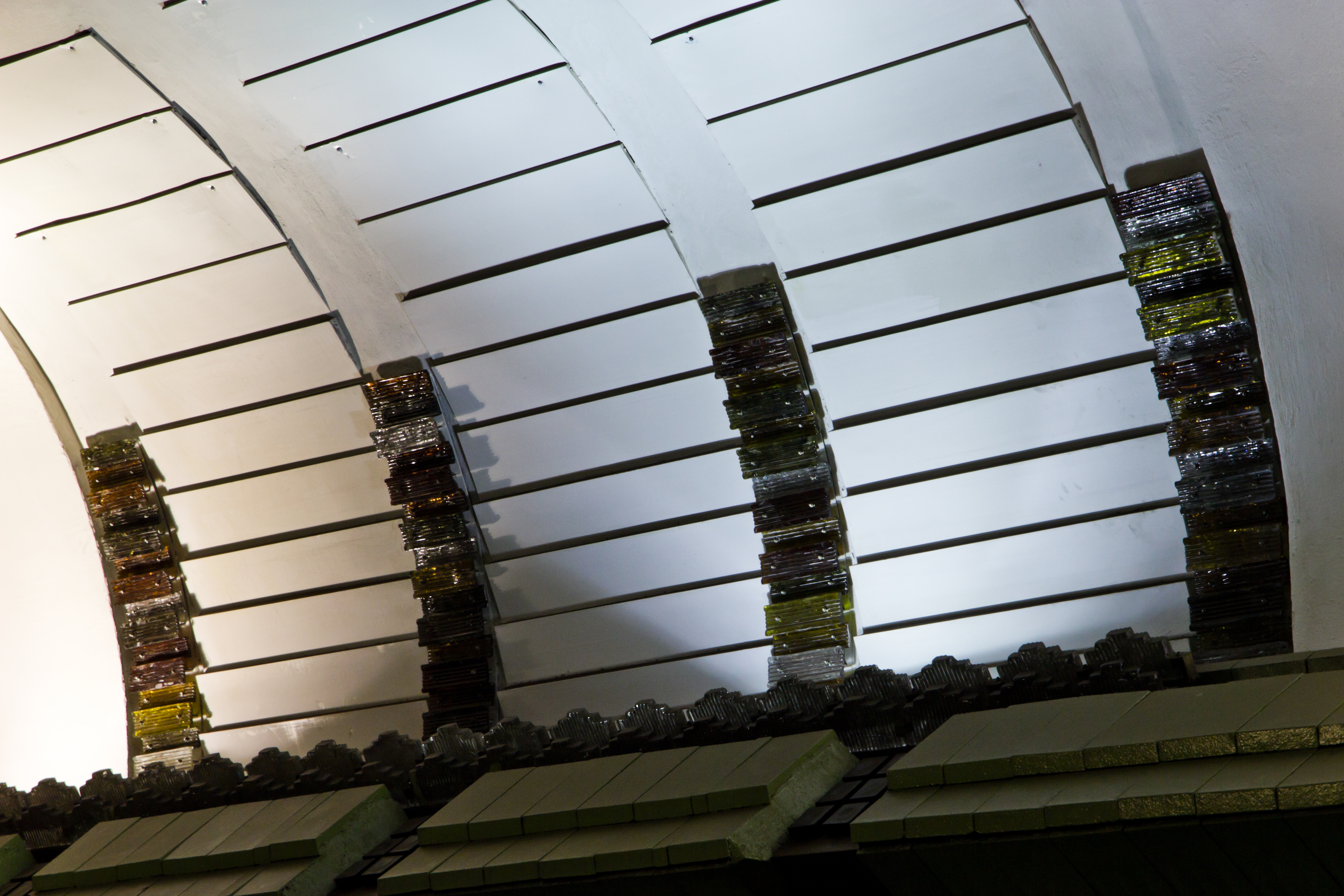
Детали оформления
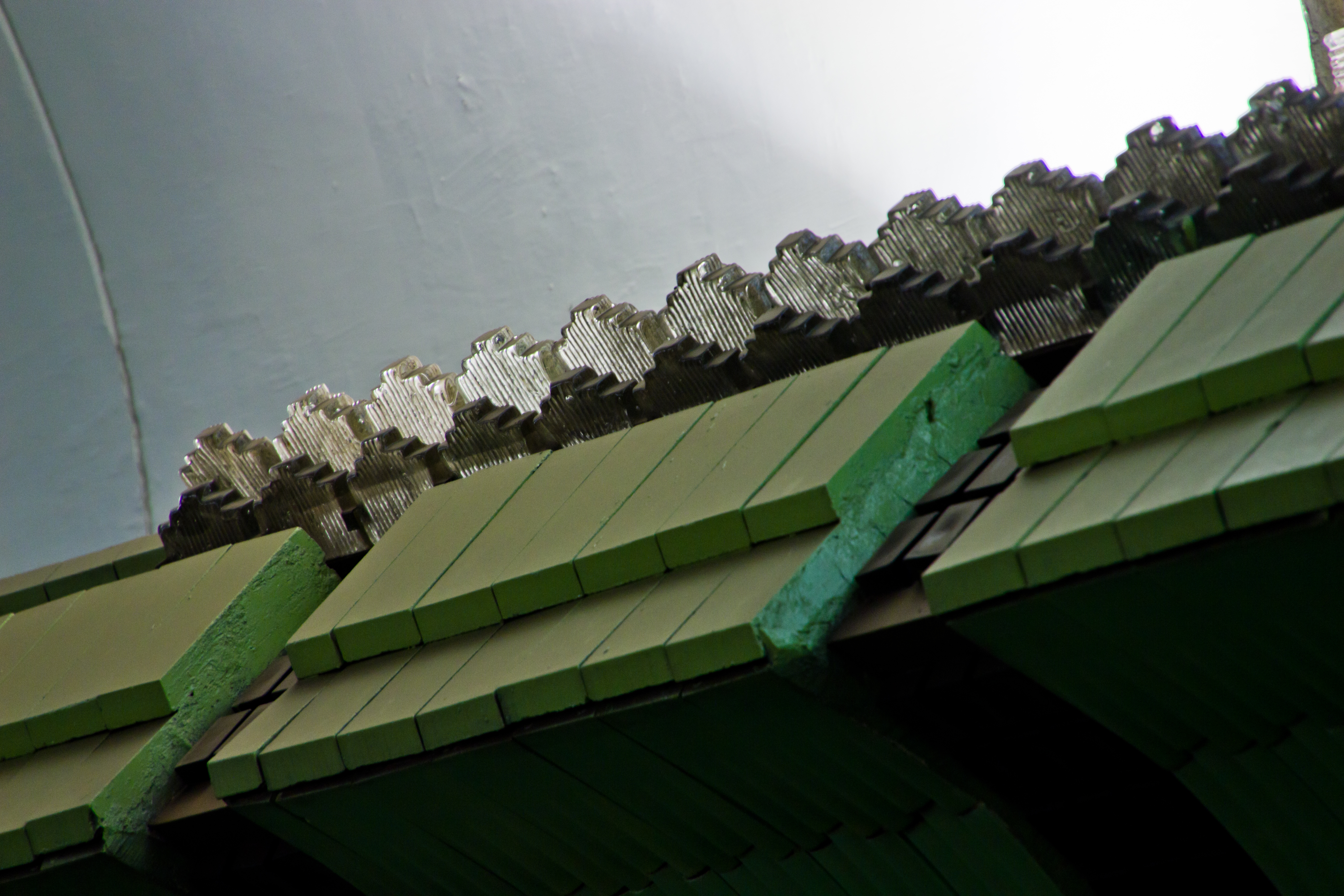
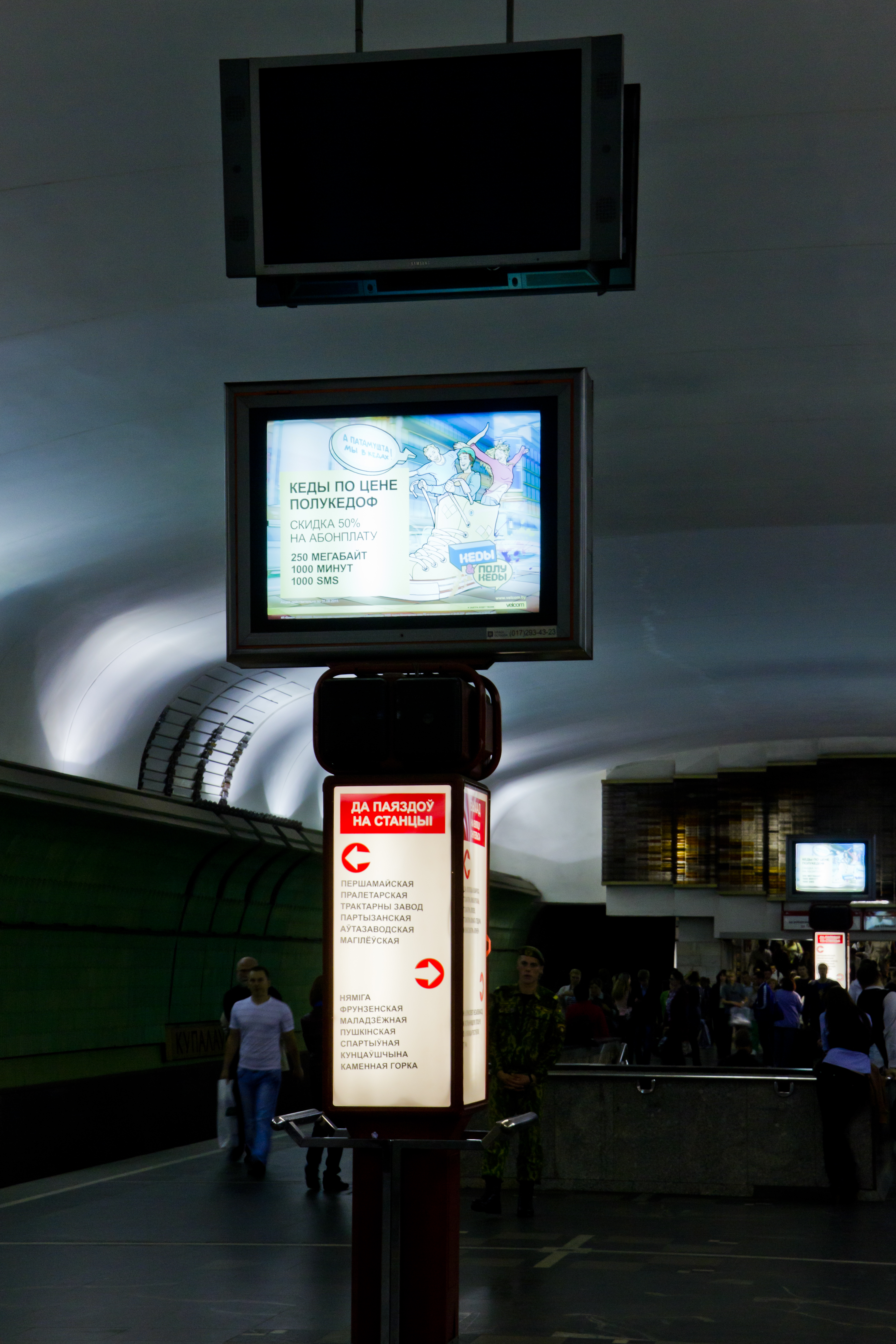
Информационная колонна
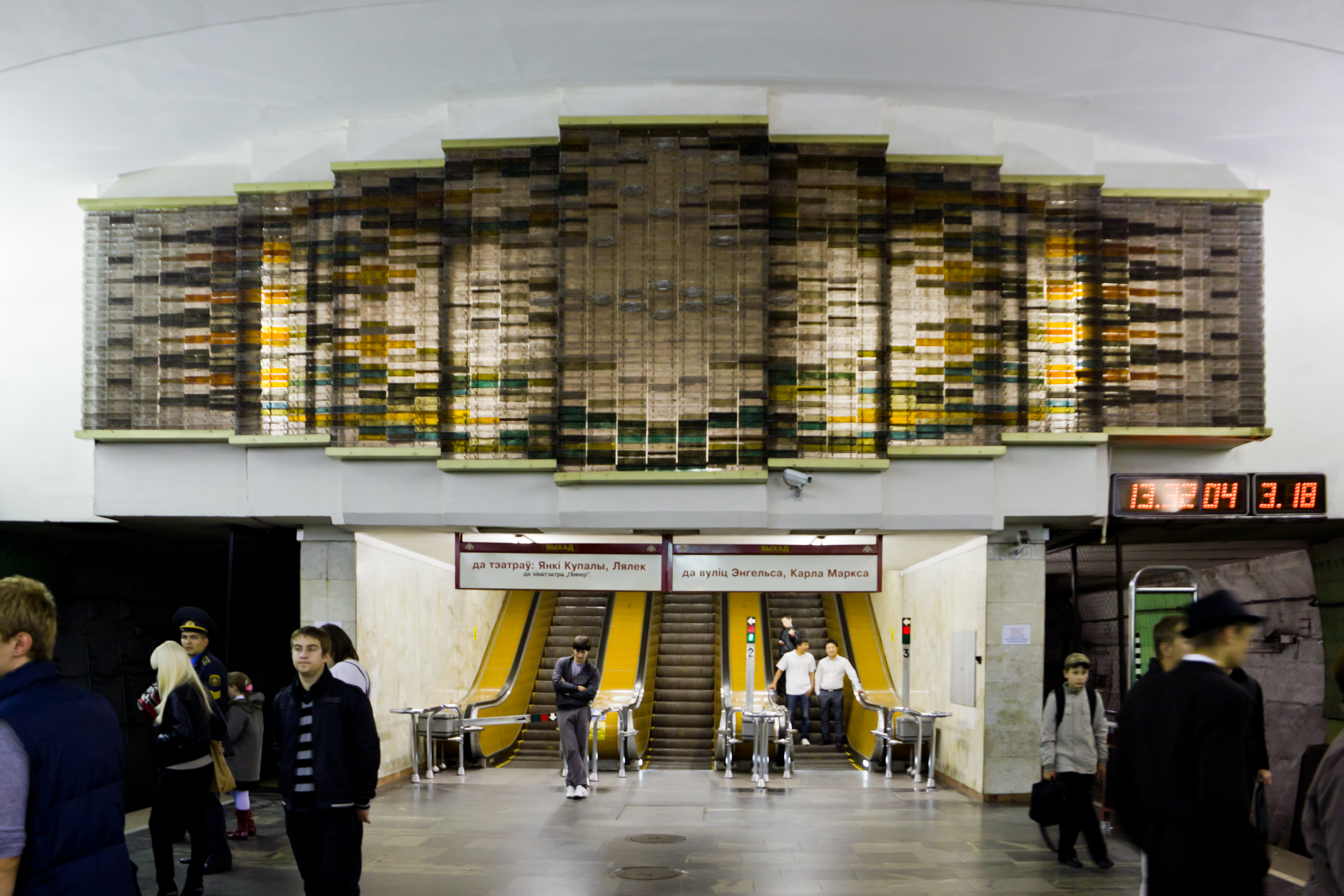
Выход в город